# 文萬德山
47°02′23″N 12°23′49″E / 47.039781°N 12.396867°E

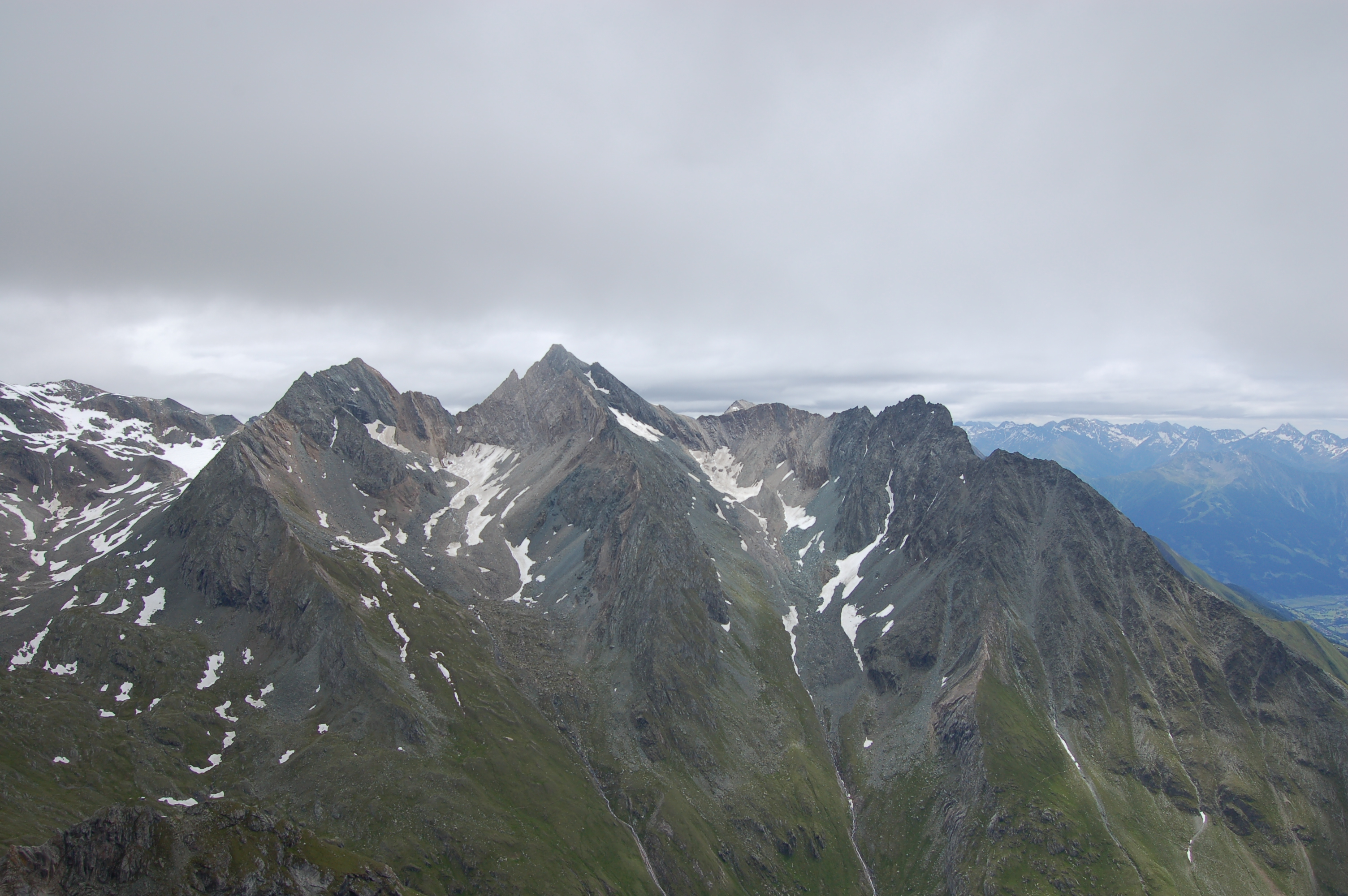

文萬德山（德語：Wunwand），是奧地利的山峰，位於該國西部，由蒂羅爾州負責管轄，屬於維內迪傑山脈的一部分，海拔高度3,061米，每年平均降雨量1,874毫米。